# Avižieniai
Avižieniai [avʲɪ'ʒʲɪenʲɪai] est un village de la  municipalité du district de Vilnius en Lituanie. Le village est proche de la route européenne 272 reliant Vilnius à Panevėžys de l'autoroute.
En 2011, le village avait une population de 2 125.